# Stock Aitken Waterman
Stock Aitken Waterman (kurz: SAW) ist ein britisches Musikproduzententeam bestehend aus Mike Stock, Matt Aitken und Pete Waterman, das einen erheblichen Einfluss auf die Popmusik der 1980er Jahre ausgeübt hat. Dreizehn ihrer Singles erreichten den ersten Platz der britischen Charts, hinzu kamen weitere Platzierungen in internationalen Charts.

## 1984–1989: Entstehung des Produzententeams und Erfolge
Am 15. Januar 1984 traf sich der ehemalige DJ Pete Waterman mit den beiden Musikern und Songwritern Mike Stock und Matt Aitken. Waterman hatte erst kurz zuvor seine Produktionsfirma PWL (Pete Waterman Limited) im Londoner Stadtteil Camden Town gegründet. Stock und Aitken erschienen mit einem Song, den die beiden zusammen mit dem Keyboarder Pete Ware geschrieben und produziert hatten. Der Titel hieß The Upstroke und war eine Hi-NRG-Nummer im Stil von Frankie Goes to Hollywoods Relax. Proto Records veröffentlichte The Upstroke, gesungen von einer Girlband namens Agents Aren’t Aeroplanes. Der Titel wurde jedoch kein Hit. Dafür bot die Plattenfirma den drei Produzenten an, den zypriotischen Beitrag für den Eurovision Song Contest 1984 zu produzieren. Es handelt sich um den Song Anni-Marie Elena, geschrieben und gesungen von Andy Paul. Der Titel war jedoch nicht erfolgreich und erreichte beim Song Contest den 15. Platz.
Zu diesem Zeitpunkt wurden sie auf Plattenhüllen als „Directed by Mike Stock and Matt Aitken, A Pete Waterman Production“ genannt. Ihre ersten Hits hatte das Trio dann im Sommer 1984 mit den Hi-NRG-Nummern You Think You’re a Man, gesungen von der Drag-Queen Divine, und Whatever I Do (Wherever I Go), gesungen von Hazell Dean. Weitere Singles von Divine und Hazell Dean erschienen, konnten den Erfolg jedoch nicht wiederholen.
Im November 1984 erschien dann You Spin Me Round (Like a Record) der Gruppe Dead Or Alive. Der Titel erklomm allmählich die Charts und wurde schließlich im März 1985 die erste Nummer 1 für Stock, Aitken und Waterman.
Obwohl 1985 weitere Hi-NRG-Nummern erschienen, stellten SAW mit der Single Say I’m Your Number One, gesungen von Princess, unter Beweis, dass sie auch Soul-Nummern schreiben und produzieren konnten. Der Sound des Trios wandelte sich allmählich von Hi-NRG zu eingängigen Popsongs. Auf den Plattenhüllen stand nun: „Produced by Stock Aitken Waterman“, meistens noch zusätzlich unterstützt von dem Satz: „A Stock Aitken Waterman Production“.
1986 entschloss sich die erfolgreiche Girlgroup Bananarama zu einer Zusammenarbeit mit Stock Aitken Waterman. Das Resultat war eine Coverversion des Shocking-Blue-Hits Venus, die in den USA den ersten Platz belegte. Das schaffte im Sommer 1987 auch Rick Astley mit seiner Debütsingle Never Gonna Give You Up. Mitte des Jahres nahmen Stock Aitken Waterman mit Roadblock einen eigenen Titel auf. Danach folgte im selben Jahr ihr zweiter und letzter eigener Titel Packjammed (With The Party Posse). Beide Stücke erinnern wegen ihrer durchgängigen Stakkato-Saxophon-Bläsersätze an Inspirationen des Funk-Klassikers Pick Up The Pieces der Average White Band.
Ende 1987 nahm die australische Seifenoper-Darstellerin Kylie Minogue den Titel I Should Be So Lucky auf. Waterman war von einem Erfolg überzeugt, doch die Plattenfirmen waren skeptisch. Deshalb veröffentlichte er den Song bei seinem eigenen Label PWL. Der Titel stieg Anfang 1988 bis auf Platz 1 der britischen Singlecharts. Damit begann die Weltkarriere von Kylie Minogue, die mit SAW insgesamt 15 Top-Ten-Hits erzielte.
1989 produzierten SAW 23 Singles, von denen nur eine (When Love Takes Over You von Donna Summer) nicht in den Top 40 gelistet wurde.

## 1990–1993: Nachlassende Erfolge und Auflösung
Mit dem Aufkommen neuer Musikgenres wie Rave, Techno oder Indie wurden ab 1990 weniger SAW-Singles veröffentlicht, diese schafften es zudem nur auf die hinteren Plätze der Charts. Daraufhin schied Aitken aus dem Produzententeam aus.
1993 sah es so aus, als würden Stock und Waterman eine Renaissance erleben, doch im August verkündete Stock, dass er PWL ebenfalls verlassen werde, da Waterman ohne sein Wissen den gesamten SAW-Songkatalog an BMG Music verkauft hatte. Damit war die Zusammenarbeit, die knapp zehn Jahre zuvor begonnen hatte, beendet.

## Ab 1994
Stock und Aitken schlossen sich 1994 erneut zusammen und gründeten das Label Love This, während Waterman bis heute mit anderen Produzenten zusammenarbeitet. 2002 zog sich Aitken aus der Musikbranche zurück und Stock gründete das Label Better the Devil.
Ende 2005 beschlossen Stock, Aitken und Waterman, wieder zusammenzuarbeiten und veröffentlichten als Stock/Aitken/Waterman ein Best-of-Album unter dem Titel Gold.
Stock und Waterman komponierten und produzierten den britischen Beitrag für den Eurovision Song Contest 2010. Der von Josh Dubovie vorgetragene Titel That Sounds Good to Me kam auf den letzten Platz.

## Von Stock Aitken Waterman produzierte Sänger und Gruppen
- Agents Aren’t Aeroplanes
- Rick Astley
- Bananarama
- Band Aid II
- Barrio Boys
- Thereza Bazar
- Kenny Beck
- Big Fun
- Boy Krazy
- Laura Branigan
- Brilliant
- Brother Beyond
- Errol Brown
- O’chi Brown
- Canton
- Suzette Charles
- The Cool Notes
- E.G. Daily
- The Danse Society
- Michael Davidson
- Nancy Davis
- Dead or Alive
- Hazell Dean
- Wanda Dee
- Delage
- Divine
- Dolly Dots
- Jason Donovan
- England Football Team
- Erik
- Georgie Fame
- The Fat Slags
- Phil Fearon
- Ferry Aid
- Samantha Fox
- Fresh
- Gloria Gaynor
- Girl Talk
- Lonnie Gordon
- Granz Plaz
- Debbie Harry
- Haywoode
- Carol Hitchcock
- Austin Howard
- La Toya Jackson
- Elton John
- Judas Priest
- Kahal & Kahal
- Kakko
- Key West
- L.A. Mood
- Paul Lekakis
- Rik Levay
- The Lewis’s
- Malcolm McLaren
- Mel & Kim
- Jeb Million
- Kylie Minogue
- Mint Juleps
- Morgan-McVey
- Nitro
- Pat & Mick
- Andy Paul
- Pepsi & Shirlie
- Michael Prince
- Princess
- Stephan Remmler
- The Reynolds Girls
- Cliff Richard
- Rin Tin Tin
- Roland Rat
- Romi & Jazz
- Sabrina Salerno
- Sequal
- Sigue Sigue Sputnik
- Sinitta
- Slamm
- Sonia
- Mandy Smith
- Spelt Like This
- Splash
- Edwin Starr
- Nick Straker
- Donna Summer
- Sybil
- Bill Tarmey
- The Sheilas
- The Three Degrees
- The Twins
- Paul Varney
- Steve Walsh
- West End
- Precious Wilson
- Worlds Apart
- World Wrestling Federation
- Yell!

## Diskografie (Solo)

### Singles
| Jahr | Titel Album            | Höchstplatzierung, Gesamtwochen, AuszeichnungChartplatzierungen (Jahr, Titel, Album, Platzierungen, Wochen, Auszeichnungen, Anmerkungen) | Höchstplatzierung, Gesamtwochen, AuszeichnungChartplatzierungen (Jahr, Titel, Album, Platzierungen, Wochen, Auszeichnungen, Anmerkungen) | Höchstplatzierung, Gesamtwochen, AuszeichnungChartplatzierungen (Jahr, Titel, Album, Platzierungen, Wochen, Auszeichnungen, Anmerkungen) | Höchstplatzierung, Gesamtwochen, AuszeichnungChartplatzierungen (Jahr, Titel, Album, Platzierungen, Wochen, Auszeichnungen, Anmerkungen) | Höchstplatzierung, Gesamtwochen, AuszeichnungChartplatzierungen (Jahr, Titel, Album, Platzierungen, Wochen, Auszeichnungen, Anmerkungen) | Anmerkungen                                                                                        |
| Jahr | Titel Album            | DE | AT | CH | UK | US | Anmerkungen                                                                                        |
| ---- | ---------------------- | --- | --- | --- | --- | --- | -------------------------------------------------------------------------------------------------- |
| 1987 | Roadblock              | DE47 (7 Wo.)DE | — | CH21 (5 Wo.)CH | UK13 (9 Wo.)UK | — | Erstveröffentlichung: Juli 1987                                                                    |
| 1987 | Packjammed             | DE34 (10 Wo.)DE | — | CH20 (4 Wo.)CH | UK41 (6 Wo.)UK | — | Erstveröffentlichung: November 1987                                                                |
| 1988 | S. S. Paparazzi        | — | — | CH26 (2 Wo.)CH | UK68 (4 Wo.)UK | — | Erstveröffentlichung: November 1988                                                                |
| 1989 | Ferry Cross the Mersey | DE5 (15 Wo.)DE | AT15 (8 Wo.)AT | CH11 (9 Wo.)CH | UK1 (7 Wo.)UK | — | Erstveröffentlichung: Mai 1989 (mit Paul McCartney, Holly Johnson, The Christians & Gerry Marsden) |

## Nummer-eins-Erfolge
Folgende Stock-Aitken-Waterman-Produktionen erreichten Platz eins der offiziellen Verkaufshitparade des Vereinigten Königreichs, der Vereinigten Staaten, Deutschlands, Österreichs oder der Schweiz. Die Jahreszahl bezieht sich nicht auf das Veröffentlichungsjahr, sondern auf das Jahr, in dem die Single bzw. das Album den ersten Platz erreichte.
Singles:
- 1985: Dead or Alive – You Spin Me Round (Like a Record)
- 1986: Bananarama – Venus (Original: Shocking Blue)
- 1987: Mel & Kim – Showing Out (Get Fresh at the Weekend)
- 1987: Mel & Kim – Respectable
- 1987: Ferry Aid – Let it Be (Original: The Beatles)
- 1987: Rick Astley – Never Gonna Give You Up
- 1987: Rick Astley – Whenever You Need Somebody
- 1988: Kylie Minogue – I Should Be So Lucky
- 1988: Rick Astley – Together Forever
- 1989: Kylie Minogue & Jason Donovan – Especially for You
- 1989: Jason Donovan – Too Many Broken Hearts
- 1989: Kylie Minogue – Hand on Your Heart
- 1989: Diverse* – Ferry Cross the Mersey (Original: Gerry & the Pacemakers)
- 1989: Jason Donovan – Sealed with a Kiss (Original: Brian Hyland)
- 1989: Sonia - You’ll Never Stop Me from Loving You
- 1989: Band Aid II – Do They Know It’s Christmas?
- 1990: Kylie Minogue – Tears on My Pillow (Original: Little Anthony & the Imperials)

* = The Christians, Holly Johnson, Paul McCartney, Gerry Marsden und Stock Aitken Waterman
Alben:
- 1987: Rick Astley - Whenever You Need Somebody
- 1988: Kylie Minogue - Kylie
- 1989: Jason Donovan - Ten Good Reasons
- 1989: Kylie Minogue - Enjoy Yourself
- 1992: Kylie Minogue - Greatest Hits